# 133 Cyrene
A 133 Cyrene a Naprendszer kisbolygóövében található aszteroida. James Craig Watson fedezte fel 1873. augusztus 16-án.